# Гніванський завод спецзалізобетону
Гні́ванський заво́д спецзалізобето́ну — стратегічне підприємство, що належить публічному акціонерному товариству «Укрзалізниця». Спеціалізується на виробництві для потреб, найперше, залізниці залізобетонних шпал, опор контактної мережі, стійок освітлення для електромереж тощо.

## Перелік продукції
- збірні залізобетонні конструкції для промислового та індивідуального будівництва;
- залізобетонні шпали та шпали з анкерним пристроєм;
- опори контактної мережі для електрифікації залізниць;
- напірні та безнапірні труби різного діаметра;
- стійки освітлення для електромереж;
- плити для огорожі;
- плити перекриття;
- перемички.